# Пинероло
Пинероло (итал. Pinerolo) — город и коммуна в Италии, располагается в регионе Пьемонт, в провинции Турин. Город расположен в 37 км к юго-западу от Турина на реке Кизоне. Из памятников старины примечательны готический собор Сан-Донато и перестроенная в XV веке церковь Сан-Маурицио. Население 35 тыс. человек (2001).
Покровителем города и коммуны почитается святой Донат из Ареццо, празднование в понедельник после последнего воскресения августа.

## История
Название города происходит от латинского слова лат. Pinus, означающего сосну.
В старину Пинероло являлся крупной крепостью герцогов Савойских, память о чём хранит известная военная школа в Пинероло. Во время Итальянских войн (с 1536 по 1574 гг.) — под французской оккупацией. Савойцы вновь уступили Пинероло французской короне по Кераскскому миру (1631) и до 1696 года, когда французы оставили город. В местной крепости Людовик XIV держал своих врагов, среди которых наиболее известны человек в железной маске, переведённый позднее в Эксиллес, и суперинтендант финансов Фуке. Франция согласилась вернуть Пинероло Савойскому дому в соответствии с Туринским договором (1696 г.) с условием, что укрепления её крепости будут снесены и что Савойя выйдет из Аугсбургской лиги против Людовика XIV.

## Демография
Динамика населения:

## Города-побратимы
- Гап, Франция (1963)
- Траунштайн, Германия (1986)
- Сан-Франциско, Аргентина (1996)
- Дервента, Босния и Герцеговина (2005)